# Справа Сакалаускаса
Справа Сакалаускаса — справа про вбивство 23 лютого 1987 року рядовим внутрішніх військ Артурасом Сакалаускасом п'ятьох товаришів по службі, а також начальника варти, його помічника і провідника поїзда. Причиною послужили знущання з боку цих товаришів по службі при невтручанні або мовчазному схваленні начальника варти і провідника.

## Виявлення вбитих
Вночі 24 лютого 1987 року на далекий перон Московського вокзалу в Ленінграді прибув поштово-багажний поїзд № 934, до складу якого входив спеціальний вагон № 001/76040, призначений для перевезення засуджених. Охорону вагона здійснювали вісім службовців внутрішніх військ: начальник варти прапорщик Пилипенко, помічник начальника варти, старший сержант Семенов, рядові Сакалаускас, Нечаєв, Джамалов, Синицький, Манхуров та Гатауллін (кухар). Разом із військовослужбовцями у вагоні постійно знаходився один цивільний — провідник Михайло Дашкієв. Состав розвів до місць відбування покарання велику кількість засуджених і тепер повертався до Ленінграда; крім військовослужбовців та провідника, у вагоні нікого не було. Після прибуття з вагона ніхто не вийшов, під час огляду вагона було виявлено вісім трупів. Семеро тіл — Семенова, Нечаєва, Джамалова, Синицького, Манхурова, Гатаулліна і Дашкієва — було знайдено прикритими просоченими кров'ю матрацами в купе для особового складу варти. Тіло Пилипенка перебувало окремо — воно лежало на вході до кухні. Усіх вісьмох людей було вбито з вогнепальної зброї. Рядового Сакалаускаса ніде не було. У шафі зброї, що знаходиться в купе начальника варти, в якій зберігалися вісім пістолетів Макарова, не вистачало п'яти пістолетів і п'яти запасних магазинів.
Розслідування розпочала слідча бригада Північно-Західного УВС на транспорті. Відразу виникла основна версія — Сакалаускас, взявши пістолети, вбив товаришів по службі і залишив вагон, швидше за все, на станції Бабаєво (там потяг зробив останню зупинку перед Ленінградом).

## Особа підозрюваного
Відсутній у вагоні рядовий — Артурас Адольфович Сакалаускас, литовець. До армії був призваний у червні 1986 року. Його батько Адольфас Сакалаускас працював токарем у майстернях НДІ, мати Ольга — заступником начальника відділу у статуправлінні.

## Опис інциденту

### Передумови до вбивства
За результатами слідства стало відомо, що товариші по службі Сакалаускаса над ним постійно знущалися. Нечаєв багаторазово одягав йому на голову миску з гарячим супом і робив «велосипед» (так на армійському жаргоні називається акт знущання над солдатом, коли солдату, що лежить на спині, між пальцями ніг вставляють сірники і підпалюють їх, від болю солдат починає рухати ногами, як, нібито, крутить педалей велосипеда); Гатауллін, який виконував обов'язки кухаря, підсипав Сакалаускасу в їжу велику кількість солі, пісок, часто просто позбавляв його їжі; старший сержант Семенов (помічник начальника варти) занурював його головою в унітаз, ставив у наряд на десять годин, не давав спати, бив, а одного разу розірвав йому вухо.

### Вбивства
Згідно з матеріалами кримінальної справи, за день до очікуваного прибуття до Ленінграда, 23 лютого, двоє солдатів, Джамалов та Манхуров, напали на Сакалаускаса щоб зґвалтувати його; вони схопили і, спустивши формені штани, оголили його сідниці; Манхуров силоміць утримував Сакалаускаса, а Джамалов намагався безпосередньо ввести статевий член в анальний отвір, але в нього сталося передчасна еякуляція. У цей момент Сакалаускас втратив свідомість, тоді Джамалов і Манхуров почали припікати йому шкіру запаленими сірниками, а коли він прийшов до тями, пригрозили, що пізніше весь особовий склад наскрізної варти зґвалтує його, і пішли. Після цього випадку Сакалаускас зняв кальсони, забруднені спермою Джамалова, викинув їх у вікно, вимився, надів чисті кальсони та форму.
Потім він вийшов у коридор і побачив, що двері в купе начальника варти відчинені, Пилипенко спав усередині, а металевий ящик з пістолетами, що знаходиться в цьому купе, не замкнений. У цей момент Джамалов, Гатауллін, Синицький, Манхуров і Дашкієв грали в карти в купе для особового складу варти, а Семенов і Нечаєв перебували в приміщенні багажного відділення, яке розташовувалося на другому поверсі вагона. Скориставшись тим, що ящик зі зброєю ніхто не охороняє, Сакалаускас увійшов до купе, взяв два пістолети та магазини до них, потім зайшов у туалет та там зарядив зброю. Після цього він, тримаючи в кожній руці по пістолету, попрямував до купе, де знаходилася варта. Проходячи повз сплячого Пилипенка, Сакалаускас, побоюючись, що прапорщик прокинеться і нападе на нього ззаду, вистрілив йому в голову, але не вбив; потім він пройшов до відкритих дверей купе для особового складу. Зупинившись у дверях і тримаючи два пістолети в руках, Сакалаускас почав стріляти і стріляв доти, доки у нього не закінчилися набої. Гатауллін, який отримав три кулі в голову, помер одразу. Після цього Сакалаускас, кинувши один з розряджених пістолетів на підлогу, повернувся до купе начальника варти, взяв там з ящика третій табельний пістолет, перезарядив пістолет, що залишився, і знову попрямував до купе особового складу. Ті, хто ще були живі, зачинили та заблокували двері, тоді Сакалаускас зробив кілька пострілів крізь них, а також вгору; постріли вгору досягли мети — кулі пробили стелю і потрапили до багажного відділення Нечаєва і Семенова; Нечаєв, що отримав три кулі в голову, помер відразу, а Семенов, який отримав одну кулю в потилицю і дві в груди, пізніше. Після цього Сакалаускас відчинив двері і продовжив стрілянину. В цей час поранений прапорщик Пилипенко, прийшовши до тями, підвівся і вийшов із купе. Сакалаускас обернувся, побачив його і кілька разів у нього вистрілив, поранивши; Пилипенко розвернувся і побіг у напрямку приміщення кухні; Сакалаускас ще кілька разів вистрілив йому навздогін, але й ці постріли не стали для Пилипенка смертельними: впавши, він заповз у приміщення кухні. Коли набої знову закінчилися, Сакалаускас кинув пістолети на підлогу, зайшов до купе Пилипенка і, взявши ще два пістолети, знову зайшов до купе особового складу і добив тих, хто був ще живий. Пилипенко він не добивав, і той від втрати крові незабаром помер сам.
Усього Сакалаускас зробив сорок шість пострілів, тридцять три з яких досягли мети, а вісімнадцять стали безпосередньою причиною смерті його товаришів по службі. Переконавшись, що всі мертві, що знаходилися в купе, Сакалаускас відтягнув у це ж купе трупи з багажного відділення, зняв з трупа провідника Дашкієва наручний годинник, закидав усіх убитих матрацами, потім зайшов до купе Пилипенка, зняв з себе форму рядового, надягнув форму Пилипенка і забрав його дипломат з особистими речами та грошима. Зайшовши до приміщення кухні, де був уже померлий Пилипенко, він набрав собі в дипломат продуктів і туди ж поклав п'ять використаних для вбивства пістолетів. Свою форму він спалив у грубці вагона. О 16:35, коли поїзд зупинився на станції Бабаєво, Сакалаускас із дипломатом у руках залишив вагон. Наступні кілька днів він провів у місті, зупиняючись на ніч на постій у різних людей. В одній із квартир, де його прихистили, він викрав пуховик, кролячу шапку та штани, щоб переодягнутися.

### Пошук та затримання
Пошуки Сакалаускаса здійснювали десятки слідчих груп і надані їм для посилення двісті військовослужбовців Ленінградського гарнізону. Діставшись до Ленінграда, втікач дві доби ховався у підворіттях і ночував на горищах. Намагатися поїхати кудись було дуже небезпечно — його вже оголосили у розшук, у громадських місцях висіли його фотографії, аеропорт та Варшавський вокзал постійно прочісувалися військовими та міліцейськими патрулями. Не знаючи, що робити, він кілька днів поспіль безцільно їздив у громадському транспорті містом, поки його не впізнав один із пасажирів автобуса на кільці 47-го маршруту (на Васильєвському острові), після чого Сакалаускаса затримали; при затриманні опору не чинив.

## Слідство
Після затримання Сакалаускас дав детальні свідчення, докладно описавши знущання, спробу зґвалтування і вбивства. За його словами, знущання відбувалися на очах у засуджених, що перевозилися; багато хто з них підначував військовослужбовців до ще більшої жорстокості. Щоб перевірити ці свідчення, слідчим довелося об'їхати безліч виправно-трудових колоній, до яких спецвагон під час цього рейсу доставляв засуджених. Усіх засуджених, які їхали у вагоні, допитали, їх свідчення підтверджували слова Сакалаускаса та були занесені до матеріалів кримінальної справи. Провідник Михайло Дашкієв був єдиним, хто, за свідченнями ув'язнених, не чіпав Сакалаускаса, воліючи ні в що не втручатися.
Під час слідства у затриманого почав розвиватися реактивний психоз. Спочатку він перебував у «Матросской Тишині», після чого було прийнято рішення етапувати його до «Хрестів», проте з невідомих причин етапування відбулося лише через місяць, і на той час, коли його привезли до Ленінграда, у його психіці спостерігалися сильні відхилення. У 1989 році Сакалаускаса тестували ряд досвідчених ленінградських психіатрів, ними він був визнаний неосудним, але фахівці судово-психіатричного інституту імені Сербського визнали Сакалаускаса цілком здоровим. Потім судово-психіатрична експертиза винесла висновок, що в момент злочину Артурас «перебував у стані глибокої психологічної кризи з деформацією психіки».

## Суд
1990 року над Сакалаускасом відбувся суд; сам обвинувачений у залі суду не був присутній, перебуваючи у психіатричній клініці. Адвокат Сакалаускаса Юстінас Александравічюс заявив, що в «Матросской Тишині» його підзахисному насильно вводили сильнодіючі психотропні речовини, що руйнують психіку (нібито це був найлегший варіант виходу з делікатної для армійського керівництва ситуації — виставити Артураса маніяком-убивцею. У результаті Сакалаускаса не було засуджено, лише щодо армійської частини, де він служив, було винесено приватне визначення.
За час, доки тривала справа Сакалаускаса, його батьки (Адольфас та Ольга) стали інвалідами ІІ групи.

## Примусове лікування
15 березня 1990 року було проведено повторне медичне обстеження Сакалаускаса. У висновку було сказано, що в нього виявлено «хронічне психічне захворювання, що безперервно прогресує».
Трохи більше, ніж через рік, коли Радянський Союз розпався і батьківщина Сакалаускаса (Литва) стала незалежною державою, на Кафедральній площі Вільнюса було зібрано сотні тисяч підписів на його захист. За кілька років безуспішного «лікування» Росія видала Сакалаускаса Литві. Протягом наступних п'яти років він перебував на примусовому лікуванні в литовській клініці.

## Висвітлення в пресі
Першими та єдиними в 1987 році публікаціями про Сакалаускаса в пресі були розміщені в ленінградських газетах міліцейські орієнтування, де його назвали «озброєним і дуже небезпечним злочинцем». Потім протягом року жодних згадок про цю справу в газетах не було. Першою порушила мовчання ленінградська молодіжна газета «Зміна»: 13 квітня 1988 року там з'явилося інтерв'ю військового прокурора Ленінградського військового округу Олега Гаврилюка, в якому інтерв'юер питав його у тому числі про Сакалаускаса і отримав відповідь: «…найважче в армії скиглям, хамелеонам, неробам, маминим синкам!» 29 липня 1988 року в «Комсомольській правді» з'явилася стаття «Випадок у спецвагоні».

## Подальша доля Сакалаускаса
Існують різні версії того, як розвивалося життя Артураса після описаних подій. За одними даними, він зміг впоратися з психічною хворобою, соціально адаптувався і зараз живе з дружиною та дітьми в Гайжюнаї. За іншими даними, він продовжує перебувати в психіатричній лікарні.
Саулюс Бержиніс, автор документального фільму «Цегляний прапор», стверджує, що коли він розшукав Сакалаускаса, той заявив, «що він інопланетянин, а те, що відбувається з ним, — частина грандіозного експерименту».
Литовська газета «Kauno diena» в 2003 році написала, що деякі джерела повідомили їй, ніби Сакалаускас переховується, побоюючись помсти з боку друзів та родичів убитих з республік, де «процвітає вендетта».

## Фільми
- Литовський режисер Саулюс Бержиніс[lt] зняв про Сакалаускаса документальний фільм «Цегляний прапор»[5].
- Поширена думка, що з цього випадку народився сюжет фільму «Караул». Режисер фільму Олександр Рогожкін ще у 1989 році в телепередачі «П'яте колесо» спростував це припущення. За його словами, сценарій фільму був написаний задовго до публікацій про справу Сакалаускаса, ще в 1979 році, а за основу сценарію було взято події 1973 року, коли режисер сам проходив військову службу і брав участь у затриманні солдата, який зробив схожий вчинок; крім того, подібне явище він назвав рядовим та досить регулярним для Радянської Армії[6].